# Світличний Григорій Лаврентійович
Світличний Григорій Лаврентійович (1 травня 1921, Дмитрівка, Черкаська область — 15 квітня 1992, Луцьк) — льотчик-штурмовик, Герой Радянського Союзу, почесний громадянин Луцька.

## Життєпис

### Ранні роки
Народився у селі Дмитрівка на Черкащині 1 травня 1921 року. У 1935 році його родина переїхала до Москви, де він здобув середню освіту та професію токаря, закінчивши школу фабрично-заводського навчання (ФЗУ). Зацікавлення авіацією привело його до Московського аероклубу, а згодом — до Тамбовської авіаційної школи цивільного повітряного флоту.
У 1939 році призваний до Червоної армії. Завдяки авіаційній підготовці, Григорія направили на навчання до Балашовської військової авіаційної школи пілотів. Після її закінчення розпочав службу у 312-му окремому розвідувальному авіаполку, що дислокувався у Прибалтиці.

### Участь у Другій світовій війні
Початок війни Світличний зустрів у Прибалтиці. Після значних втрат техніки його полк був передислокований до Воронежа, де льотчиків перенавчали на нові штурмовики Іл-2. Згодом полк став частиною 233-ї штурмової авіадивізії 1-ї повітряної армії Західного фронту, брав участь в обороні Москви.
Восени 1941 року Світличний здійснив аварійну посадку свого Іл-2 на Комсомольській площі Москви, врятувавши літак та уникнувши жертв на землі. В листопаді того ж року під час бойового вильоту його літак був підбитий, а сам льотчик важко поранений. Попри це, він зміг повернутися на аеродром, за що отримав орден Леніна.
За мужність та відвагу в боях 1 травня 1943 року присвоєно звання Героя Радянського Союзу.
У 1944 році в званні капітана Світличного відправили на підвищення кваліфікації до Полтавської вищої офіцерської школи штурманів. Звідти він повернувся до свого полку вже у званні майора і обійняв посаду командира ескадрильї. У складі полку брав участь у визволенні Польщі, зокрема у Вісло-Одерській наступальній операції з форсування річки Вісла.
Закінчив свій бойовий шлях у Берліні, залишивши свій автограф на руїнах Рейхстагу.

### Повоєнне життя
Після війни продовжив службу в авіації, здобувши звання полковника. У 1958 році вийшов у запас і оселився в Луцьку. Працював старшим майстром на Луцькому автомобільному заводі «ЛуАЗ».